# الزور (تاروت)
الزور هي قرية ساحلية تقع شمال شرق جزيرة تاروت، بمحافظة القطيف شرق السعودية. كانت الزور ميناءً مهمّاً سابقاً ويوجد فيها نحو 33 تلة تمثل مستوطنات هيلينية محترقة تعود إلى القرن الأول من قبل الميلاد.
كان يصل عدد السفن الشراعية التي كانت تزور الميناء إلى 300 سفينة لصيد الأسماك واستخراج اللؤلؤ، أما الآن فتضاءلت أهميته بسبب تطوير ميناء دارين. تعاني الزور في الوقت الحالي من نقص الخدمات الحكومية العامة. وهي القرية الوحيدة من قرى محافظة القطيف التي لم تتطور منذ خمسين عاماً مثل بقية القرى في المحافظة.
في فبراير ٢٠١٧م تم إصدار رخص بيع أراضي لمشروع مخطط تاروت المسمى «نيوبيش» الواقع بالقرب من الزور، وتبلغ مساحته 304 ألف م2، وتتوزع على أكثر من خمسمائة قطعة أرض.

## التسمية
الزّور لغةً هي ثنية جغرافية على شكل رأس من الأرض يمتد داخل البحر.

## الآثار

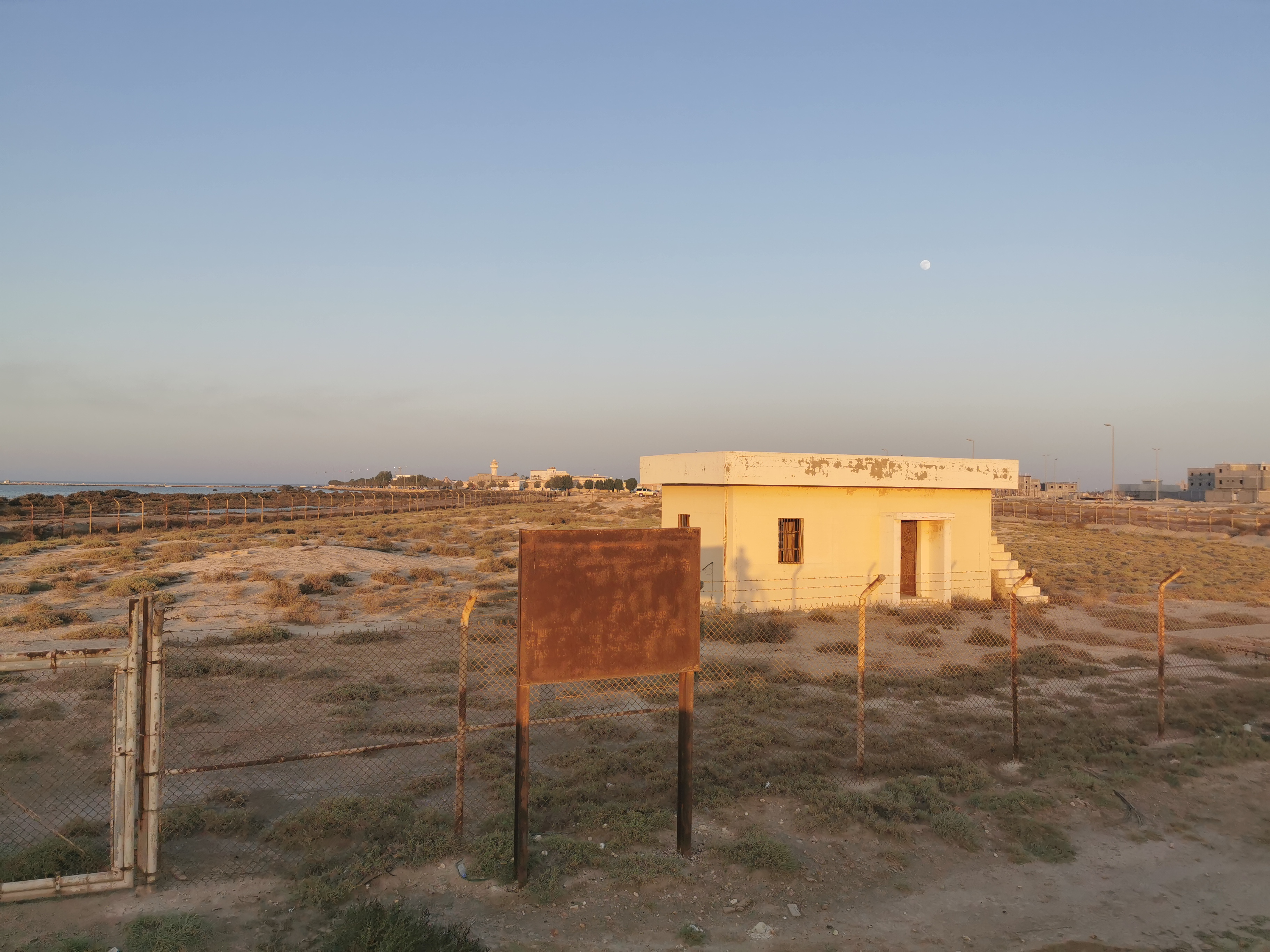
مستوطنات أثرية مُسورة

وُجد في الزور نحو 33 تلة تمثل مستوطنات هيلينية محترقة تعود إلى القرن الأول من قبل الميلاد، وقد وجد في هذه التلال هياكل عظمية بشريّة محترقة، وقطع أوانٍ فخارية متكسرة، سُوّر الموقع عام 1407هـ. الموافق 1986م، ويعرف باسم دوحة مبيريك نسبةً لخادم من رقيق آل بو فلاسة يدعى مبارك.
وفي غرب الزور توجد تلال محترقة الرمال تحوي قواقعاً بحريةً مختلفة وبعض الأحجام الترسبية وقطع أوانٍ فخاريّة ولا زال السكان الأوائل يحتفظون ببعض الآثار القديمة التي ورثوها من أجدادهم.

## التركيبة السكانية
سكنوا الزور في سعوديون من اصل اماراتي . وهم من بني ياس وقد هجرها أغلب سكانها إلى رأس تنورة وغيرها من المناطق لانخراط الكثير من أبناء القرية في العمل بشركات الغاز والبترول، نظراً للصعوبة في التنقل من مقر سكنهم إلى جهة عملهم، إلى جانب نقص الخدمات الحكومية العامة. وحيث لم يبق إلا أعداداً قليلة من السكان معظمهم متقاعدون عن العمل، فقد تقلص عدد أهالي الزور بشكل كبير، كما أن عدد العاملين الأجانب يشكلون الجزء الأكبر من سكانها.